# Сагитов, Мухтар Муффазалович
Мухтар Муфаззалович Сагитов (баш. Мөхтәр Мофаззал улы Сәғитов, 1933—1986) — башкирский учёный-фольклорист, кандидат филологических наук (1965).

## Биография
Сагитов Мухтар Муффазалович родился 27 августа 1933 года в селе Старосубхангулово Бурзянского района Башкирской АССР.
В 1963 году филологический факультет Башкирского государственного университета (ныне Уфимский университет науки и технологий).
В 1964—1986 гг. работал в отделе фольклора и искусства Института истории, языка и литературы Башкирского филиала АН СССР, а с 1970 года являлся старшим научным сотрудником.
В 1986 году Мухтар Сагитов погиб в автокатастрофе по пути на международный конгресс, проходящий в Турецкой республике. Был похоронен на родине в г. Уфе.
В 1987 году посмертно был удостоен Республиканской премии имени Салавата Юлаева.

## Научная деятельность
Сагитов Мухтар Муфаззалович с каждым годом приобретал все более широкую известность как крупный исследователь башкирского эпоса.
Является автором более 60 научных трудов, составителем 15 научных и научно-популярных сборников башкирского эпоса, шести книг свода «Башкирское народное творчество» («Башҡорт халыҡ ижады») и сборника «Башкирский народный эпос» в серии «Эпосы народов СССР» (Москва, 1977).
Одним из первых собрал фольклорные материалы среди башкир Якутии. В серии «Литературное наследие» вышел сборник его рассказов, путевых заметок и научно-популярных статей «Непроходящая боль» («Ғүмерлеккә ҡалған яра», 1993).

## Публикации
- Урал-батыр. Башкирский народный эпос. Уфа: Башк.книж.издат., 1977.
- Башкирские баиты //Вопросы башкирской фольклористики. Уфа, 1978. (в соавт. с Хусаиновым Г.Б.)
- Отражение культа коня в башкирском народном творчестве // Вопросы башкирской фольклористики. – Уфа, 1978.
- Башкирское народное творчество. Баиты. // сост.: М.М. Сагитов, Н.Д. Шункаров. Уфа, 1978.
- Творения народного гения // Сказания о любви. Башкирский народный эпос / Сост. М.Сагитов. — Уфа, 1983.
- Сагитов М.М. Древние башкирские кубаиры. Уфа, 1987 (на башк. яз.)
- Мифологические и исторические основы башкирского народного эпоса /М.М. Сагитов.-Уфа:Китап, 2009.-280 с.

## Память
- В 1995 году был открыт музей, посвященный Сагитову М. М., в селе Старо-Субхангулово Бурзянского района Республики Башкортостан, где хранится полное собрание его творческого наследия.
- В 2008 году проводились юбилейные мероприятия в Республике Башкортостан, посвящённые 75-летию со дня рождения Сагитова М. М.[2]